# Championnat d'Europe masculin de hockey sur gazon 2013
Cet article traite de l'épreuve masculine. Pour la compétition féminine, voir Championnat d'Europe de hockey sur gazon féminin 2013.
Navigation
Édition précédente Édition suivante
Le Championnat d'Europe de hockey sur gazon masculin 2013 est la 14e édition du Championnat d'Europe de hockey sur gazon. Il se déroule à Boom, en Belgique, en même temps que le Championnat d'Europe féminin. Le vainqueur est qualifié pour la Coupe du monde en 2014, à La Haye (Pays-Bas). Les deux dernières équipes sont reléguées en Championship II.

## Stade
Le tournoi se déroule dans les installations du club anversois Braxgata Hockey Club, dans un stade pouvant accueillir 8 400 spectateurs.

## Équipes qualifiées
Huit équipes participent à la compétition. Aux six équipes les mieux classées du Championnat d'Europe 2011 s'ajoutent deux équipes promues : la Pologne et la République tchèque rejoignent l'élite européenne, ayant terminé aux deux premières places du Championship II en 2011.  L'Allemagne, 1re nation mondiale, championne olympique et championne d'Europe en titre, fait figure de favorite. Le tableau suivant rend compte du classement mondial des équipes participantes avant le début de la compétition.
| Pays | Équipes      | Rang FIH | Rang EHF | Poule |
| ---- | ------------ | -------- | -------- | ----- |
|      | Allemagne    | no 1     | n°1      | A     |
|      | Pays-Bas     | no 3     | n°2      | B     |
|      | Angleterre   | no 4     | n°3      | B     |
|      | Espagne      | no 6     | n°4      | A     |
|      | Belgique     | no 9     | n°5      | A     |
|      | Irlande      | no 15    | n°6      | B     |
|      | Pologne      | no 20    | n°9      | B     |
|      | Rép. tchèque | no 21    | n°10     | A     |

## Phase de poules

### Poule A
| Pays | Équipes   | Score | Équipes            | Pays |
| ---- | --------- | ----- | ------------------ | ---- |
|      | Espagne   | 6 - 1 | République tchèque |      |
|      | Allemagne | 1 - 2 | Belgique           |      |
|      | Espagne   | 3 - 6 | Allemagne          |      |
|      | Belgique  | 4 - 0 | République tchèque |      |
|      | Allemagne | 3 - 0 | République tchèque |      |
|      | Belgique  | 2 - 2 | Espagne            |      |

| Rang | Équipe             | Pts | J | V | N | P | BP | BC | Diff |
| ---- | ------------------ | --- | - | - | - | - | -- | -- | ---- |
| 1    | Belgique           | 7   | 3 | 2 | 1 | 0 | 8  | 3  | +5   |
| 2    | Allemagne          | 6   | 3 | 2 | 0 | 1 | 10 | 5  | +5   |
| 3    | Espagne            | 4   | 3 | 1 | 1 | 1 | 11 | 9  | +2   |
| 4    | République tchèque | 0   | 3 | 0 | 0 | 3 | 1  | 13 | -12  |

|  | Qualifiés pour la phase finale (no 1, no 2).        |
|  | Qualifiés pour la phase de classement (no 3, no 4). |

### Poule B
| Pays | Équipes    | Score  | Équipes    | Pays |
| ---- | ---------- | ------ | ---------- | ---- |
|      | Angleterre | 5 - 2  | Pologne    |      |
|      | Pays-Bas   | 2 - 1  | Irlande    |      |
|      | Irlande    | 4 - 2  | Pologne    |      |
|      | Angleterre | 1 - 2  | Pays-Bas   |      |
|      | Irlande    | 2 - 2  | Angleterre |      |
|      | Pays-Bas   | 12 - 0 | Pologne    |      |

| Rang | Équipe     | Pts | J | V | N | P | BP | BC | Diff |
| ---- | ---------- | --- | - | - | - | - | -- | -- | ---- |
| 1    | Pays-Bas   | 9   | 3 | 3 | 0 | 0 | 16 | 2  | +14  |
| 2    | Angleterre | 4   | 3 | 1 | 1 | 1 | 8  | 6  | +2   |
| 3    | Irlande    | 4   | 3 | 1 | 1 | 1 | 7  | 6  | +1   |
| 4    | Pologne    | 0   | 3 | 0 | 0 | 3 | 4  | 21 | -17  |

|  | Qualifiés pour la phase finale (no 1, no 2).        |
|  | Qualifiés pour la phase de classement (no 3, no 4). |

## Phase de classement
La phase de classement est la poule des équipes qui se sont classées 3e et 4e au 1er tour.

Les résultats entre deux équipes lors du 1er tour sont comptabilisés.
| Pays | Équipes            | Score | Équipes            | Pays |
| ---- | ------------------ | ----- | ------------------ | ---- |
|      | République tchèque | 1 - 4 | Pologne            |      |
|      | Espagne            | 4 - 0 | Irlande            |      |
|      | Espagne            | 4 - 1 | Pologne            |      |
|      | Irlande            | 3 - 3 | République tchèque |      |

| Rang | Équipe             | Pts | J | V | N | P | BP | BC | Diff |
| ---- | ------------------ | --- | - | - | - | - | -- | -- | ---- |
| 5    | Espagne            | 9   | 3 | 3 | 0 | 0 | 14 | 2  | +12  |
| 6    | Irlande            | 4   | 3 | 1 | 1 | 1 | 7  | 9  | -2   |
| 7    | Pologne            | 3   | 3 | 1 | 0 | 2 | 7  | 9  | -2   |
| 8    | République tchèque | 1   | 3 | 0 | 1 | 2 | 5  | 13 | -8   |

|  | Maintien en Championship I (no 5 et no 6).    |
|  | Relégation en Championship II (no 7 et no 8). |

## Phase finale
|  | Demi-finales            | Demi-finales            |                        |   | Finale                  | Finale                  |
|  | Demi-finales            | Demi-finales            |                        |   | Finale                  | Finale                  |
|  |                         |                         |                        |   |                         |                         |
|  | 23 août 2013 18h00 CEST | 23 août 2013 18h00 CEST |                        |   | 25 août 2013 16h00 CEST | 25 août 2013 16h00 CEST |
|  | 23 août 2013 18h00 CEST | 23 août 2013 18h00 CEST |                        |   | 25 août 2013 16h00 CEST | 25 août 2013 16h00 CEST |
|  | Pays-Bas                | 3                       |                        |   | 25 août 2013 16h00 CEST | 25 août 2013 16h00 CEST |
|  | Pays-Bas                | 3                       |                        |   | 25 août 2013 16h00 CEST | 25 août 2013 16h00 CEST |
|  | Allemagne               | 5                       |                        |   | 25 août 2013 16h00 CEST | 25 août 2013 16h00 CEST |
|  | Allemagne               | 5                       | Allemagne              | 3 |                         |                         |
|  | 23 août 2013 20h00 CEST |                         | Allemagne              | 3 |                         |                         |
|  |                         | Belgique                | 1                      |   |                         |                         |
|  | Belgique                | Belgique                | 1                      | 3 |                         |                         |
|  | Belgique                |                         |                        | 3 |                         |                         |
|  | Angleterre              | 0                       |                        |   |                         |                         |
|  | Angleterre              | 0                       | Match pour la 3e place |   |                         |                         |
|  |                         |                         |                        |   |                         |                         |
|  | 25 août 2013 13h30 CEST |                         |                        |   |                         |                         |
|  |                         |                         |                        |   |                         |                         |
|  | Pays-Bas                | 3                       |                        |   |                         |                         |
|  | Pays-Bas                | 3                       |                        |   |                         |                         |
|  | Angleterre              | 2                       |                        |   |                         |                         |
|  | Angleterre              | 2                       |                        |   |                         |                         |

### Demi-finales
| Demi-finale 1             | Pays-Bas                                               | 3 - 5   | Allemagne                                                                | Boom, Belgique                       |                                      |
| 23 août 2013 18 h 30 CEST | van der Weerden 19e · van der Weerden 33e · Bakker 65e | (2 - 1) | 30e Hauke · 44e Stralkowski · 52e Grambusch · 60e Grambusch · 70e Deecke | Arbitrage : Nathan Stagno Geoff Conn | Arbitrage : Nathan Stagno Geoff Conn |
| 23 août 2013 18 h 30 CEST | Bakker 69e                                             | Rapport | 69e B.Weiss                                                              | Arbitrage : Nathan Stagno Geoff Conn | Arbitrage : Nathan Stagno Geoff Conn |

| Demi-finale 2             | Belgique                                    | 3 - 0   | Angleterre        | Boom Belgique                            |                                          |
| 23 août 2013 20 h 00 CEST | Briels 20e · Truyens 44e · Van Aubel 53e    | (1 - 0) |                   | Arbitrage : Martin Madden Marcin Grochal | Arbitrage : Martin Madden Marcin Grochal |
| 23 août 2013 20 h 00 CEST | Dohmen 13e · de Saedeleer 17e · Truyens 33e | Rapport | 46e Fox · 52e Fox | Arbitrage : Martin Madden Marcin Grochal | Arbitrage : Martin Madden Marcin Grochal |

### Petite finale
| Petite finale             | Pays-Bas                                           | 3 - 2   | Angleterre             | Boom Belgique                              |                                            |
| 25 août 2013 13 h 30 CEST | Hertzberger 9e · Hertzberger 39e · Hertzberger 42e | (1 - 2) | 16e Lewers · 35e Smith | Arbitrage : Marcin Grochal Diego Estebanez | Arbitrage : Marcin Grochal Diego Estebanez |
| 25 août 2013 13 h 30 CEST | van der Horst 16e                                  |         | 12e Hoare              | Arbitrage : Marcin Grochal Diego Estebanez | Arbitrage : Marcin Grochal Diego Estebanez |

### Finale
| Finale                    | Allemagne                         | 3 - 1   | Belgique    | Boom Belgique                         |                                       |
| 25 août 2013 16 h 00 CEST | Zwicker 42e · Wess 52e · Korn 63e | (0 - 0) | 38e Boon    | Arbitrage : John Wright Nathan Stagno | Arbitrage : John Wright Nathan Stagno |
| 25 août 2013 16 h 00 CEST | Hauke 8e · Rabente 8e             |         | 38e Dockier | Arbitrage : John Wright Nathan Stagno | Arbitrage : John Wright Nathan Stagno |

| Champion d'Europe de hockey sur gazon Allemagne 8e titre |

## Classement final
| Place              | Équipe             | Résultat                                                |
| ------------------ | ------------------ | ------------------------------------------------------- |
| Médaille d'or      | Allemagne          | Champion d'Europe, qualifié pour la Coupe du monde 2014 |
| Médaille d'argent  | Belgique           | Vice-champion d'Europe                                  |
| Médaille de bronze | Pays-Bas           | Vainqueur du match pour la 3e place                     |
| 4                  | Angleterre         | Perdant du match pour la 3e place                       |
| 5                  | Espagne            | Maintien en Championship I                              |
| 6                  | Irlande            | Maintien en Championship I                              |
| 7                  | Pologne            | Relégation en Championship II                           |
| 8                  | République tchèque | Relégation en Championship II                           |